# Saint-Maurice—Laflèche
Pour les articles homonymes, voir Saint-Maurice et Laflèche.
Saint-Maurice—Laflèche (également connue en anglais sous le nom de St-Maurice—Laflèche) fut une circonscription électorale fédérale la région de la Mauricie au Québec. Elle fut représentée de 1935 à 1968.
La circonscription a été créée en 1933 avec des parties de Champlain et Trois-Rivières-et-Saint-Maurice. Abolie en 1966, la circonscription fut redistribuée parmi Berthier, Champlain et Saint-Maurice.  

## Géographie
En 1952, la circonscription de Saint-Maurice—Laflèche comprenait:
- Les villes de Shawinigan Falls, Grand-Mère et La Tuque
- Les localités de Charette, Saint-Boniface-de-Shawinigan, Saint-Élie, Saint-Mathieu, Sainte-Flore, Saint-Gérard-des-Laurentides, Baie-de-Shawinigan et Potherie dans le comté de Saint-Maurice
- Les localités d'Almaville, Shawinigan-Sud, Saint-Jean-des-Piles, Saint-Roch-de-Mékinac, Mékinac, Hackett, Lapeyrère, Laurier, Picard, Bisaillon, Olscamp, Payment et Adams dans le comté de Champlain

## Députés
1. 1935-1945 — Joseph-Alphida Crête, PLC
2. 1945-1949 — René Hamel, BP
3. 1949-1962 — Joseph-Adolphe Richard, PLC
4. 1962-1963 — Gérard Lamy, CS
5. 1963-1968 — Jean Chrétien, PLC

- BP = Bloc populaire canadien
- CS = Parti Crédit social
- PLC = Parti libéral du Canada